# Notre-Dame-de-la-Mer
Notre-Dame-de-la-Mer es una comuna nueva francesa situada en el departamento de Yvelines, de la región de Isla de Francia.

## Historia
Fue creada el 1 de enero de 2019, en aplicación de una resolución del prefecto de Yvelines de 27 de septiembre de 2018 con la unión de las comunas de Jeufosse y Port-Villez, pasando a estar el ayuntamiento en la antigua comuna de Jeufosse.

## Demografía
Según los datos aportados en la resolución del prefecto de Yvelines, la comuna se crea con 668 habitantes.

## Composición
| Comuna fusionada | Código INSEE | Población (2016) | Superficie (km²) | Densidad (hab./km²) |
| ---------------- | ------------ | ---------------- | ---------------- | ------------------- |
| Jeufosse         | 78320        | 409              | 3.57             | 115                 |
| Port-Villez      | 78503        | 245              | 5.35             | 46                  |